# Alma Sundquist
Alma Maria Katarina Sundquist (Torp, 23 de marzo de 1872- Estocolmo, 7 de enero de 1940) fue una médica sueca y pionera en el tratamiento de las enfermedades venéreas. Fue una activista comprometida con los derechos de las mujeres e hizo campaña para mejorar sus condiciones laborales, abordó los problemas asociados con la higiene en el hogar y la prostitución, y promovió la necesidad de educación sexual para las niñas. Luchó por el sufragio femenino, contribuyendo a la reunión inaugural de la Swedish Association for Women's Suffrage (FKPR) en junio de 1902.
En 1919 representó a Suecia en la fundación de la Asociación Internacional de Médicas en Nueva York y asistió al Primer Congreso Internacional de Mujeres Trabajadoras en Washington, D. C. A principios de la década de 1930, colaboró en la redacción de un informe sobre la trata de esclavos de mujeres y niños en los países de Asia para la Sociedad de las Naciones.

## Biografía
Alma Maria Katarina Sundquist nació el 23 de marzo de 1872 en Torp, Medelpad, Alma Maria Katarina Sundquist era la menor de las tres hijas del director de correos Johan Erik Sundquist y Katharina Kristina Holmer. Después de la muerte de su padre, se trasladó con su madre y sus dos hermanas a Sundsvall. Cuando su casa fue destruida por el gran incendio de 1888, se mudaron a Estocolmo, donde se graduó de la escuela secundaria Wallinska en 1891. En la Universidad de Uppsala realizó estudios preparatorios de medicina y filosofía, ahí conoció a su compañera de estudios Ada Nilsson. Las dos mujeres se hicieron amigas y colegas y en 1892 se unieron a la fundadora Lydia Wahlström como miembro de la Asociación de Estudiantes de Mujeres de Uppsala, junto con Adèle Philipson, Gulli Rossander, Signe Trygger, entre otras.

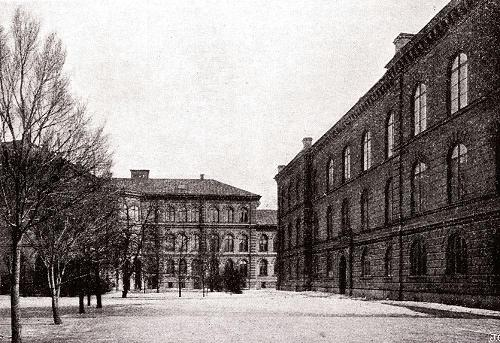
Instituto Karolinska, Estocolmo

A pesar de las regulaciones de la práctica médica que prohibían a las mujeres trabajar en hospitales públicos, pasó a estudiar medicina en el Instituto Karolinska, dominado por hombres. Mientras estaban en la escuela de medicina, Sundquist y Nilsson sufrieron discriminación por parte de los miembros de la facultad que se negaron a darles calificaciones más altas que los estudiantes varones. Al graduarse en 1900, el siguiente enero, Nilsson y Sundquist escribieron una petición, firmada por casi todas las doctoras del país, así como por muchas estudiantes de medicina, protestando por su incapacidad para trabajar incluso como pediatras o en nombre de pacientes mujeres, excepto en prácticas privadas. Sundquist señaló que la carta real de 1873, que acreditaba los programas de grado para "candidatos a medicina" en el Instituto Karolinska, no contenía tales restricciones. Dado que las mujeres habían sido admitidas para estudiar allí en 1870, ella exigió el derecho a trabajar en instalaciones públicas.

## Trayectoria profesional
En 1901, Sundquist abrió una clínica privada en Estocolmo que dirigió hasta 1939. Especializada en ginecología, enfermedades venéreas y dermatología, enseñó higiene en escuelas de niñas y dio conferencias sobre educación sexual en todo el país. Ella jugó un papel decisivo en brindar acceso a la anticoncepción a través de las recetas de los médicos y promovió la investigación sobre enfermedades venéreas. Simultáneamente, de 1902 a 1918, se desempeñó como médica en la escuela privada de niñas Detthowska School y en 1903 comenzó a trabajar en el Policlínico Municipal de Estocolmo especializándose en enfermedades de transmisión sexual. En la clínica atendió a pacientes que vivían en extrema pobreza en condiciones insalubres, muchas de ellas prostitutas. Vio de primera mano el daño que les causaron las regulaciones sobre la prostitución y apoyó a reformadores como Johan Erik Johansson, quien pidió la despenalización del comercio sexual y el cese de la regulación.
Las experiencias médicas de Sundquist la llevaron a comprometerse con las reformas sociales que abordan los problemas que enfrentan las mujeres. Fue pionera en la campaña por el sufragio femenino y se unió a la junta en la reunión inaugural de la Society for Woman Suffrage en junio de 1902, aunque dimitió al año siguiente. Desde finales de 1903 hasta principios de 1904, trabajó en el Comité regulador para la prevención de enfermedades infecciosas de transmisión sexual y en 1904 fue elegida miembro de la Sociedad Dermatológica de reciente creación. La ley que prohibía a las mujeres médicas trabajar en instalaciones públicas fue revocada por una nueva legislación en 1909.
En 1910, se unió a la junta de la Sociedad Sueca para la Higiene Racial (SSR) recientemente formada, una or ganización fundada en los principios del Movimiento Eugenésico Europeo, pero después de un año, ya no figuraba en la lista de Junta. Ese año, con el deseo de controlar el comportamiento inmoral y abordar la disminución de la tasa de natalidad en el país, el Riksdag aprobó una ley de anticoncepción (Código Penal, Capítulo 18. § 13, comúnmente conocido como Lex Hinke ya que Hinke Bergegren fue la primera persona procesada con ella). La ley disponía que quienes difundieran información pública sobre anticonceptivos o estuvieran involucrados en su venta podrían recibir sentencias de hasta dos años de prisión. Sundquist fue muy crítica con la Ley de Anticoncepción y escribió varios artículos sobre la propagación de enfermedades venéreas, así como sobre la mejora de las condiciones laborales de las mujeres y la concesión del sufragio. Fue cofundadora de la Asociación Sueca de Protección Parental y Reforma Sexual, establecida en 1911, donde hizo campaña contra la prostitución.
En 1916, Sundquist participó en dos conferencias para mujeres médicas y estudiantes de medicina, encabezadas por Wahlström que derivó en la formación del Comité Permanente de Mujeres Doctoras cuyo objetivo era presionar para que se cambiasen las leyes que impedían a las mujeres trabajar como profesionales en el campo de la medicina, y ayudar a otras mujeres académicas en esfuerzos similares. Entre los involucrados estaban Nilsson, Andrea Andreen, Elin Odencrants y Nanna Svartz. Uno de sus primeros actos fue escribir a la Junta Médica Nacional y presionar para conseguir más puestos de supervisión para mujeres. En el informe adjunto, documentaron que la mayoría de los candidatos médicos eran mujeres, que las mujeres eran igualmente capaces de tratar a pacientes masculinos y que de las 49 médicas licenciadas, a 20 ya se les había otorgado individualmente derechos de supervisión cuando ningún médico masculino podía tomar el cargo.
En marzo de 1919, Sundquist anunció al público de Estados Unidos que la primera cámara del Riksdag había otorgado el sufragio femenino a todas las mujeres mayores de 23 años. Señaló que se habían eliminado las restricciones de propiedad para votar y que era inminente la aprobación de la segunda cámara, que incluiría el derecho a presentarse como candidato. En mayo, se concedió el sufragio total y Sundquist hizo planes para asistir a varias conferencias en los Estados Unidos en el otoño. Llegó el 17 de septiembre para asistir a la Conferencia Internacional de Mujeres Médicas, patrocinada por la YWCA. Durante la conferencia, argumentó a favor de la educación sexual en las escuelas, que había sido aprobada recientemente en Suecia. Aunque los médicos estadounidenses estuvieron de acuerdo en que se necesitaba educación, abogaron por la instrucción en el hogar sobre el tema. El 21 de octubre, se celebró una cena para las mujeres médicas que asistieron a la conferencia y decidieron formar la Asociación Internacional de Mujeres Médicas. Sundquist fue elegida para formar parte del Comité de los Doce para organizar la asociación, cuyo propósito era trabajar juntos internacionalmente en abogar para que las mujeres obtuvieran la ciudadanía plena y crear un programa progresista para promover la salud pública.
En Washington D. C., a fines de octubre, Sundquist asistió al First International Congress of Working Women, Primer Congreso Internacional de Mujeres Trabajadoras, como miembro de su comité ejecutivo. El propósito de la conferencia fue asegurar que la reforma laboral que aborde los derechos y estándares tanto para mujeres como para hombres que incluyan la abolición del trabajo infantil, la educación obligatoria, la igualdad de oportunidades de empleo, la igualdad de remuneración por el mismo trabajo y la el establecimiento de salarios mínimos y horas máximas fue adoptado por la recién formada Organización Internacional del Trabajo. En una presentación sobre las condiciones laborales en Suecia, informó que los niños de 14 años o más podían trabajar si un examen físico demostraba que podían hacerlo. También señaló que las mujeres habían sido expulsadas de los trabajos que habían desempeñado durante la guerra y buscaban el derecho a continuar en ellos.
Sundquist participó en la Asamblea Constitutiva de la Asociación Internacional de Mujeres Médicas de 1922 celebrada en Ginebra y más tarde fue elegida presidenta de la organización, sirviendo de 1934 a 1937. Continuó presionando por reformas económicas. La aprobación de la Competence Act of 1923 abrió las carreras de la función pública a las mujeres. En 1926, colaboró en la reorganización del Comité Permanente de Doctores Femeninos del Club de Médicos Femeninos, del que fue elegida presidenta en 1929.
En 1930, junto con Bascomb Johnson, un escritor estadounidense, y Karol Pindór, un diplomático polaco, Sundquist fue designada por la Liga de Naciones para preparar un informe sobre la trata de esclavos de mujeres y niños en Asia. Cuando se completó el informe en 1932, los tres fueron designados para una comisión itinerante y encargados de recopilar información de carácter más internacional, ya que el primer informe se centró en las estadísticas nacionales. Comenzaron en Japón y desde allí viajaron a China, Indochina, Indonesia e India, antes de trasladarse a Teherán, Bushehr, Bagdad, Damasco, Beirut y Haifa, y trabajaron en cooperación con varios funcionarios del gobierno para obtener información. En 1938, se abolió la Ley de Anticoncepción a la que se había opuesto durante tanto tiempo. Continuó su práctica privada hasta 1939.

## Muerte y legado
Alma Sundquist murió en Estocolmo el 7 de enero de 1940. Se la recuerda como una de las venereólogas pioneras más prominentes de Suecia en la primera mitad del siglo XX, comprometida activamente en la solución de los desafíos sociales y políticos que enfrentan las mujeres. A través de su trabajo, presentó las consecuencias de las enfermedades de transmisión sexual a las autoridades suecas y consultó sobre el desarrollo de políticas para su prevención y su tratamiento. Estaba comprometida a cambiar las leyes para mejorar las condiciones de las mujeres, así como a erradicar la legislación protectora que trataba a las personas de manera diferente en función del género.

## Obras
- Sundquist, Alma (February 1908). «Skyddslagstiftning för kvinnor» [Protective Legislation for Women]. Morgonbris (en swedish) (Stockholm: Socialdemokratiska Kvinnokongressens Verkställandc Utskott) (1): 9-10. ISSN 0027-1101.
- Kinberg, Julia; Sundquist, Alma (1909). Handledning i sexuell undervisning och uppfostran [Guidance on Sexual Education and Upbringing] (en swedish). Stockholm: Bonnier. OCLC 14789394.
- Sundquist, Alma (1910). Om behandlingen af gonorré hos kvinnan [About the Treatment of Gonorrhea in Women] (en swedish). Stockholm. OCLC 185404821.
- Sundquist, Alma (1911). Kommittébetänkandet angående åtgärder för motarbetande af de smittosamma könssjukdomarnas spridning [The Committee Report on Measures to Counteract the Spread of Infectious Sexually Transmitted Diseases] (en swedish). Stockholm. OCLC 185404826.
- Sundquist, Alma (March 1911). «Den s.k. reglementeringskommitténs betänkande» [The So-called Regulatory Committee Report]. Morgonbris (en swedish) (Stockholm: Socialdemokratiska Kvinnokongressens Verkställandc Utskott) (3): 3-4. ISSN 0027-1101.
- Sundquist, Alma (1 April 1913a). «Lika lön för lika arbete: varför män böra arbeta för kvinnans politiska rösträtt» [Equal Pay for Equal Work: Why Men Should Work for Women's Political Right to Vote]. Rösträtt för Kvinnor (en swedish) (Stockholm: Landsföreningen för kvinnans politiska rösträtt) 2 (7): 1-2.
- Sundquist, Alma (1913b). Samhället och prostitutionen: ett föredrag [Society and Prostitution: A Lecture] (en swedish). Stockholm: Ljus. OCLC 186346955.
- Sundquist, Alma (1 de abril de 1918). «De smittosamma könssjukdomarnas bekämpande och reglementeringen» [Fighting Contagious Sexually Transmitted Diseases and the Fegulations]. Rösträtt för Kvinnor (en swedish) (Stockholm: Landsföreningen för kvinnans politiska rösträtt) 7 (7): 2-3.
- Sundquist, Alma (February 1920). «Internationella arbeterskekonferensen i Washington» [International Workers' Conference in Washington]. Morgonbris (en swedish) (Stockholm: Socialdemokratiska Kvinnokongressens Verkställandc Utskott) (2): 1-2. ISSN 0027-1101.
- Sundquist, Alma (March 1920). «Internationella arbeterskekonferensen i Washington Fortsatt» [International Workers' Conference in Washington Continued]. Morgonbris (en swedish) (Stockholm: Socialdemokratiska Kvinnokongressens Verkställandc Utskott) (3): 1-3. ISSN 0027-1101.
- Sundquist, Alma (1927). «Kring en uppfostringsfråga» [Around a Parenting Issue]. Tidevarvet (en swedish) (Stockholm: Linkoln Bloms boktr) 19 (5): 2.
- Widerström, Karolina; Sundquist, Alma (1928). Anatomiska väggtavlor [Anatomical Posters] (en swedish). Stockholm: Norstedt & Söner Skolmateriellavd. OCLC 186207494.
- Sundquist, Alma (5 de enero de 1929). «Glimtar från Wien» [Glimpses from Vienna]. Tidevarvet (en swedish) (Stockholm: Linkoln Bloms boktr) 7 (13): 3.
- Sundquist, Alma (29 de junio de 1929). «Kongressdagar i Berlin» [Congress Days in Berlin]. Tidevarvet (en swedish) (Stockholm: Linkoln Bloms boktr) 7 (26): 1, 4.
- von Sneidern, Julia; Sundquist, Alma (1932). Vejledning i seksuel Undervisning for Lærer og Forældre [Guidance on Sexual Instruction for Teachers and Parents] (en danish). Copenhagen: Gyldendal. OCLC 61035608.
- Sundquist, Alma (1937). «Handeln med kvinnor och barn» [The Trafficking of Women and Children]. Hertha (en swedish) (Stockholm: Fredrika-Bremer Association) (24): 268-269. ISSN 0018-0912. OCLC 939254105.